# Wilcoxina
Wilcoxina is een geslacht van schimmels behorend tot de familie Pyronemataceae. Het geslacht werd voor het eerst in 1985 beschreven door Chin S. Yang & Korf.

## Soorten
Volgens Index Fungorum bevat dit geslacht vijf soorten (peildatum maart 2023):
| Soortnaam                              | Auteur(s)                                        | Publicatiejaar |
| -------------------------------------- | ------------------------------------------------ | -------------- |
| Wilcoxina alaskana                     | Kempton, Chin S. Yang & Korf                     | 1985           |
| Wilcoxina mikolae (Alliantiebekerzwam) | (Chin S. Yang & H.E. Wilcox) Chin S. Yang & Korf | 1985           |
| Wilcoxina rehmii                       | Chin S. Yang & Korf                              | 1985           |
| Wilcoxina sequoiae                     | (W. Phillips) T. Schumach.                       | 1988           |
| Wilcoxina verruculosa                  | M. Zeng, Q. Zhao & K.D. Hyde                     | 2020           |